# 高橋正秀
高橋 正秀（たかはし まさひで、1968年 - ）は、フジテレビジョンバラエティ制作センター主任プロデューサー、ディレクター。

## 来歴
愛媛出身。1992年入社後広報部へ、翌1993年第二制作部で吉田正樹の下につき「ウッチャンナンチャンのやるならやらねば!」のADに、1995年ドラマに人事異動、金曜エンタテイメント「スチュワーデス刑事」などのヒットシリーズのドラマを手掛ける。2002年から現職。

## 人物
「お台場明石城」の技術として来ていたスタッフの渡部雅子と番組終了後に結婚する事になった。この事は、2006年3月に生放送で放送された「明石家さんまのフジテレビ大反省会」にて暴露された。

## 広報
- 幽☆遊☆白書
- キテレツ大百科
- ウゴウゴルーガ
- NIGHT HEAD（ナイトヘッド）
- La cuisine（ラ・キュイジーヌ）第3回
- 夜鳴き弁天
- ピロピロ（中期まで）

## 演出
- NEXT TV 恋愛方程式の解き方 バレンタインスペシャル（1997年）
- スチュワーデス刑事2（演出補）
- WITH LOVE （演出補、1998年）
- 鬼の棲家（演出補&7話）
- パーフェクトラブ!（チーフディレクター）
- 水着でハイビジョン「聖アリス学園水着天国はデンジャラス！」（BSフジ、2001年）
- 金曜エンタテイメント「白線流し～旅立ちの詩」（2001年）

## プロデューサー
- 力の限りゴーゴゴー!!ディレクター
- 感じるジャッカル
- 笑う犬シリーズ（笑う犬の太陽プロデューサー）
- 平成日本のよふけ
- ネプリーグ
- 27時間テレビ「FNS全国一斉抜き打ちテスト」担当プロデューサー（2004年）
- お台場明石城（2004年9月4日放送-）
- たけし&マチャミの世界に誇る日本の技術に驚いてみませんか？SP(2004年9月30日放送)
- 上海ルーキーSHOW
- 「FNS ALL-STARS あっつい25時間テレビやっぱ楽しくなければテレビじゃないもん!」総合プロデューサー